# دونگا یوشانیتسا
دونگا یوشانیتسا (به صربی: Donja Jošanica) یک منطقهٔ مسکونی در صربستان است که در بلاتسه واقع شده‌است. دونگا یوشانیتسا ۹۸ نفر جمعیت دارد.